# Execution of Czolgosz with Panorama of Auburn Prison
Execution of Czolgosz with Panorama of Auburn Prison er en amerikansk stumfilm fra 1901 af Edwin S. Porter.